# Waterloo
|  | Aquest article tracta sobre el municipi belga. Vegeu-ne altres significats a «Waterloo (desambiguació)». |

Waterloo (en való, Waterlô) és un municipi de Bèlgica, a la província de Brabant Való, que forma part de la regió valona. El municipi tenia 29.315 habitants el 2007.

## Història
El nom de Waterloo va ser esmentat per primera vegada l'any 1102 designant un petit llogaret al límit del que avui es coneix com el bosc de Soniques, al llarg d'una carretera important que uneix Brussel·les, Genappe i una mina de carbó al sud. Waterloo es trobava a la intersecció de la carretera principal i un camí que conduïa a un petit assentament agrícola a l'actual Cense. L'encreuament encara es pot trobar avui com la intersecció de la Chaussée de Bruxelles amb el Boulevard de la Cense. Waterloo era un lloc on els viatgers i comerciants, especialment els que transportaven carbó des de la mina cap al sud, podien trobar descans i protecció dels bandolers.
Waterloo es trobava al ducat de Brabant creat el 1183 amb Lovaina com a capital. El Ducat de Brabant es va estendre des de Luttre fins a 's-Hertogenbosch el 1477. Brussel·les es va convertir en la capital del Ducat de Brabant el 1267 i la capital dels Països Baixos de Borgonya el 1430.
Waterloo va començar a desenvolupar-se durant el segle xvii. Una capella reial es va construir l'any 1687 a Petit-Waterloo, i es va ampliar el 1826, convertint-se en l'església de Sant Josep de Waterloo .
A finals del segle xviii, mentre la regió estava sota el domini del Sacre Imperi Romanogermànic, un període de disturbis va marcar l'estela de la Revolució Francesa de 1789. Les reformes dissenyades per sufocar els que s'agitaven per portar idees il·lustrades a la regió no van tenir èxit. El 1794, els francesos van envair, posant fi a l'Antic Règim de la regió, que abastava els monestirs, el seu registre oficial i els privilegis de la noblesa.
Fins al 1796, Waterloo estava dividida en dues parts, Grand-Waterloo i Petit-Waterloo, depenent, respectivament, de les parròquies de Braine-l'Alleud (bisbat de Namur) i de Sint-Genesius-Rode (bisbat de Malines). Es va establir un nou sistema basat en municipis sota el domini francès. El municipi de Waterloo es va crear a partir de Petit-Waterloo separat de Sint-Genesius-Rode i tres antics llogarets (Grand-Waterloo, Joli-Bois, Mont-Saint-Jean) separats de Braine-l'Alleud.
El 1813, la meitat del llogaret de Chenois es va separar de Braine-l'Alleud i va passar a formar part de Waterloo. L'any 1824, Waterloo va tornar a créixer a mesura que les zones Roussart i Sainte-Gertrude del bosc de Sonica van passar a formar part del municipi. Waterloo tenia 1.571 habitants el 1801 i 3.202 el 1846.
El 1795, els territoris envaïts es van dividir en nou departaments. Alguns municipis, inclòs Waterloo, van passar a formar part del departament de Dyle, que es va convertir en la província de Brabant Méridional el 1815 sota el domini holandès, després de la derrota de Napoleó. Amb la independència de Bèlgica el 1830, va passar a formar part de la província de Brabant.
El 1977, la segona meitat del llogaret de Chenois es va separar de Braine-l'Alleud i va passar a formar part de Waterloo juntament amb una part del llogaret al costat del Lleó.
L'any 1995, la província de Brabant es va dividir per igualar els límits de les regions administratives de Valònia, Brussel·les i Flandes creades el 1980. La part on es troba Waterloo es va convertir en la província de Brabant Való.
El municipi és conegut perquè, el 1815, hi va tenir lloc la batalla de Waterloo, la darrera de Napoleó contra els exèrcits conduïts pel duc de Wellington.
Des del febrer del 2018, el president Carles Puigdemont resideix al municipi; en concret, a la seu del Consell per la República, el govern a l'exili que treballa per implementar la República Catalana.

## Economia
Waterloo és la seu europea de Mastercard. Hi ha un hipermercat Carrefour a Mont-Saint-Jean, una botiga Delhaize, un hotel Ibis, diverses oficines de BNP Paribas Fortis, parcs d'oficines a l'est de la ciutat.
Una fila de botigues, anomenada Petit Paris, es troba a la Chaussée de Bruxelles (que es converteix en Chaussée de Waterloo, o Waterloosesteenweg en sortir de Waterloo al nord i prop de Brussel·les).

## Llocs de referència

### Monticle del lleó
El Monticle del lleó és un monument a les víctimes de la batalla de Waterloo de 1815, situat al lloc on una bola de mosquetó va colpejar l'espatlla de Guillem II dels Països Baixos (el príncep d'Orange) i el va fer caure del cavall durant la batalla. Una estàtua d'un lleó, mirant cap a França, dempeus sobre un pedestal de blocs de pedra supera el turó. Els visitants poden, de manera gratuïta, pujar els 226 esglaons fins al cim del turó per gaudir d'una vista panoràmica del camp de batalla.
Altres atraccions properes relacionades amb la batalla són el mural del panorama de la batalla, el Museu de Wellington i l'església catòlica romana de Sant Josep, on es diu que Wellington va resar abans d'entrar a la batalla i on ara s'han de quedar plaques britàniques i holandeses que commemoraven els caiguts.

### Finca d'Argenteuil
L'any 1831, aproximadament 250 hectàrees de terreny al bosc Sonic van ser adquirides per Ferdinand De Meeus, membre de la noblesa belga, que va donar el nom d'«Argenteuil» a la finca. El primer " Château d'Argenteuil", construït el 1835 va ser destruït per un incendi el 1847, i reconstruït entre 1856 i 1858 seguint un disseny de l'arquitecte belga Jean-Pierre Cluysenaar, i un extens paisatgisme de les terres circumdants per Édouard Keilig. A la dècada de 1920 la família De Meeûs va incorporar la finca al "Domaine d'Argenteuil SA", i el 1929 va vendre 145 hectàrees de terreny a l'empresari nord-americà, William Hallam Tuck. Tuck i la seva dona, l'hereva belga, Hilda Bunge, arquitecta encarregada de Nova York ,William Delano, per dissenyar la segona gran residència a la finca d'Argenteuil, el "Château Bellevue". Mentre la parella ocupava la propietat, es va conèixer comunament com el "Château Tuck".

#### Castell d'Argenteuil
L'any 1940, el Château d'Argenteuil, 20 hectàrees dels seus voltants i una granja van ser venuts a una comunitat de germanes carmélites a canvi de les seves propietats a Uccle, Brussel·les. Tanmateix, el castell no s'adaptava a les seves necessitats i es van mudar el 1947. El govern belga va adquirir el castell d'Argenteuil el 1949. El 1950, com a part dels preparatius per a l' Exposició Universal de Brussel·les de 1958, el govern belga va utilitzar el castell. traslladar la secció francòfona de l'École normale ménagère et agricole de l'État, una escola normal totalment femenina, de Laeken, lloc de l'exposició. Les habitacions del castell van ser reformades per als pensionistes. Més tard, el govern belga va utilitzar el lloc per a diverses escoles públiques belgues, construint edificis dedicats a les aules als terrenys del castell. L'any 1990, l' Escola Escandinava de Brussel·les, Queen Astrid School, va comprar el Château d'Argenteuil i els seus terrenys, i s'hi va traslladar el 1992. A partir de setembre de 2016, l' Escola Europea de Bruxelles-Argenteuil va començar a funcionar al mateix lloc.

#### Castell de Bellevue
El 1949, el govern belga va adquirir el Château Bellevue, originalment per a l'ús de la companyia ferroviària nacional belga, la SNCB. L'any 1958 va ser utilitzat com a residència per a visitants distingits de l'Exposició Universal de 1958 a Brussel·les. Des de 1961 va ser la residència oficial de la família reial belga, el rei Leopold III i la seva esposa, la princesa Liliana, fins a la seva mort el 2003. Durant les discussions sobre el Tractat que estableix una Constitució per a Europa es van proposar convertir el castell en una residència per a persones . la posició discutida del president de la Unió Europea. Tanmateix, el govern belga va vendre el Chateau Bellevue el setembre de 2004.

#### Dames de Berlaymont
L'any 1960, el comte Ludovic de Meeûs d'Argenteuil va vendre trenta hectàrees de la finca d'Argenteuil a les Dames de Berlaymont, que van haver d'abandonar les seves propietats a Brussel·les després de la seva adquisició per l'estat belga amb la finalitat de construir una seu de la Comissió Europea. Les monges van establir al lloc un nou convent i un internat.

## Ciutats agermanades
Waterloo està agermanada amb:
| - Nagakute, Aichi, Japó - Sekigahara, Gifu, Japó - Rambouillet, França - Waterloo, Ontario, Canadà |